# Anne Sina
Anne Fuglsang-Damgaard Sina (født 3. april 1987 i Flensborg) er en dansk politiker og tidligere folketingsmedlem i to perioder for Socialdemokraterne.

## Baggrund
Sina blev født i 1987 ind i et et læge- og sygehushjem med forældre der var samfundsmæssigt engageret.
Hun fik Studentereksamen fra Deutsches Gymnasium für Nordschleswig i 2005 og har en uddannelse som cand.scient.pol. fra Københavns Universitet.
Sina er gift med det socialdemokratiske folketingsmedlem Rasmus Horn Langhoff. Parret bor på Amager.

## Politiske karriere
Sina meldte sig ind i Danmarks Socialdemokratiske Ungdom da hun var omkring fjorten år.
Nogle uger i 2011 og 2012 var hun stedfortræder i Folketinget for henholdsvis Karen J. Klint og Troels Ravn.
Den 1. januar 2014 blev hun fuldgyldigt folketingsmedlem da hun som suppleant erstattede Jacob Bjerregaard, der havde valgt at træde ud af Folketinget efter han blev valgt til borgmester i Fredericia.
I Folketinget var hun medlem af Kommunaludvalget, Sundheds- og Forebyggelsesudvalget, Transportudvalget og Udvalget vedrørende Etisk Råd. Hun opnåede ikke genvalg ved folketingsvalget i 2015.